# Gutierre de Acosta y Padilla
Gutierre de Acosta y Padilla fue un militar del siglo XVII, gobernador del Tucumán entre 1644 y 1649.

## Gobierno del Tucumán (1644-1649)
Gutierre de Acosta y Padilla fue designado gobernador del Tucumán por el rey Felipe IV. Tomó posesión en Santiago del Estero en agosto de 1644. Actuó contra los aborígenes calchaquíes, a quienes logró reducir y reubicarlos en pueblos de indígenas.
En 1645 ordenó levantar un nuevo templo para la Iglesia Matriz de la ciudad de Salta.
Al gobernador Acosta y Padilla se le presentó el mismo problema que a su antecesor Baltasar Pardo de Figueroa. Desde Buenos Aires con insistencia le reclamaban auxilios ante posibles invasiones y, reunido el Cabildo de Córdoba, los encomenderos le contestaron que no podían ayudar, ya que ellos tenían otros problemas serios, como ser la falta de recursos, nuevos alzamientos de los aborígenes, como para atender un posible desembarco de tropas holandesas en Buenos Aires.
El gobernador les expresó que era su obligación comparecer en ayuda del rey y amenazó con sanciones a quienes incumplieran. Los encomenderos de Córdoba pudieron reunir 25 soldados y recomendaron al gobernador que también requiriese auxilio a los vecinos de Asunción.
Cuando ocurrió la sublevación de algunas tribus calchaquíes, el gobernador Acosta encargó la defensa al capitán Bernabé Ibáñez del Castrillo, quien asistió con tropas santiagueñas a la frontera del Tucumán y derrotó a los naturales.
Durante su gestión tuvieron lugar las misiones que dirigió el obispo Melchor Maldonado y Saavedra para reducir los pueblos rebeldes de Sangasta, Malfín y Fiambalá. Estas misiones no llegaron a un buen término, ya que los indígenas simulaban convertirse al cristianismo para atraer al obispo mientras planeaban asesinarlo. El obispo y su comitiva salvaron milagrosamente sus vidas.
También se logró la reducción de varios pueblos de Santiago del Estero, tarea que Acosta y Padilla realizó con inteligencia y destreza.
Tras finalizar su gobierno permaneció en la provincia, donde falleció en la mayor pobreza.